# Der Weg zum Glück (Karl May)
Der Weg zum Glück – Höchst interessante Begebenheiten aus dem Leben und Wirken des Königs Ludwig II. von Baiern ist der letzte der fünf großen Fortsetzungsromane, die Karl May für den Verlag H. G. Münchmeyer schrieb.
Er umfasste 2.616 Seiten in 108 Lieferungen von Juli 1886 bis August 1888.

## Inhalt
Die Helden dieses Romans sind der bayerische König Ludwig II., dem Karl May hier ein großes und schönes Denkmal setzt, und ein schrulliges bayerisches Original, genannt Wurz’nsepp. Beide greifen in das Schicksal mehrerer Protagonisten des Romans ein und sorgen dafür, dass diese glücklich werden können.
So wird die arme Sennerin Magdalena, das Patenkind des Wurz’nsepp, die von dem Wilderer Krikelanton ihrer neuen Laufbahn wegen sitzengelassen wird, eine gefeierte Opernsängerin und Gräfin von Senftenberg. Ihr erstes Konzert gehört zu den ergreifendsten Szenen, die Karl May geschrieben hat.
Mehrere unabhängig voneinander eingeführte Handlungsstränge verbinden sich im Laufe des Romans, der zum allergrößten Teil in einem geografisch recht knapp gefassten Gebiet zwischen Bayern, Österreich und Böhmen spielt.
Einen Großteil des Romans nehmen der Kampf gegen die Machenschaften der beiden Bösewichte „Peitschenmüller“ und „Silberbauer“ ein, die vor langer Zeit in der Walachei ein Fürstenpaar ermordet und ihr Kind entführt haben.
Karl May bemüht sich in diesem Roman mit einem selbstgebastelten und äußerst fehlerhaften bayerischen „Dialekt“ erfolgreich um Lokalkolorit. Die Geschichte endet mit dem Tod des bayerischen Märchenkönigs, während gleichzeitig auch der treue Wurz’nsepp an gebrochenem Herzen stirbt.

### Handlungsstränge
- Murenleni und Krikelanton werden „entdeckt“ → ausführlicher Inhalt online im Karl-May-Wiki
- Handlung um den Peitschenmüller → ausführlicher Inhalt
- Handlung um den Silberbauern → ausführlicher Inhalt
- Aufklärung der Verbrechen von Friedrich von Alberg → ausführlicher Inhalt
- Handlung um den Keryhof → ausführlicher Inhalt
- Handlung um den „Samiel“ → ausführlicher Inhalt
- Die Verbrechen des Salek / Zerschlagung des Mädchenhändlerrings → ausführlicher Inhalt
- Finale in Scheibenbad → ausführlicher Inhalt

Die einzelnen Episoden sind an sich unabhängig voneinander, werden aber durch hin und her wechselndes Personal und andere „Gastauftritte“ miteinander verbunden, insbesondere der Fex als Opfer mit den beiden Müllern als gemeinsamen Tätern, Max mit Hohenwald sowie mit Eichenfeld und Steinegg, und der König wie auch der Wurzelsepp sind überall involviert.

### Musikroman
Der Weg zum Glück ist im Wesentlichen die Doppelbiographie zweier Sänger-Karrieren: die der Magdalena Berghuber und die des Anton Warschauer, welche beide am Anfang des Romans als einfältige Naturkinder im bayerisch-tirolerischen Grenzgebiet unter den Namen Muhrenleni und Krikelanton bekannt sind, wo sie zahme Kühe hüten und wilde Gamsen schießen – und die, wie man so sagt, einander gut sind. Beide besitzen außergewöhnliche Naturstimmen, die entdeckt und gefördert werden. Leni wird protegiert vom guten König Ludwig und Anton von einem Wiener Musikprofessor Weinhold. Zum Lebensweg der beiden Sänger gesellt sich noch der des „Wasserfex“:
„Der ist ebenfalls ein Naturbursche, ohne Eltern, welcher vom Talmüller wie ein Sklave gehalten wird und dennoch heimlich an verstecktem Ort sich autodidaktisch das Geigenspiel beibringt. Es kommt später noch der Lehrer Max Walther dazu, der sich ins Dorf hat versetzen lassen (die Lehrerstelle dort gilt als Strafstelle). Er kann Orgel spielen und hat in Regensburg einen Gesangverein dirigiert. Vor allem aber kann er aus dem Stegreif dichten. Es wirken ferner mit ein Architekt und ein Maler. Und all diese Künstler vereinigen sich am Schluss des Romans zu einem Musik-Festival moderner Art, lange bevor man an Salzburg, Grenoble, Edinburgh oder Schleswig-Holstein dachte. Das alles geschieht natürlich im eigenen Festspielhaus – Bayreuth lässt grüßen! Dort wird eine Oper auf einen Text nach der germanischen Mythologie gegeben, komponiert und dirigiert vom Wasserfex, gedichtet vom Lehrer Walther, und mit der Muhrenleni und dem Krikelanron als Hauptdarsteller. In diesem Roman treten sogar Richard Wagner und Franz Liszt auf, neben König Ludwig II. von Bayern. Der Text wurde ab 1886 geschrieben, unmittelbar nach dem Tod des Märchenkönigs und Franz Liszts.“

## Textgeschichte
Für das neunte Kapitel („Der Samiel“) verarbeitete Karl May seine 1878 erstmals veröffentlichte Erzählung Der „Samiel“, die dabei stark an Umfang und Inhalt zunahm. Im Gegensatz zu den anderen Handlungssträngen, die von Anfang an alle mehr oder minder miteinander verwoben sind, bleibt diese Handlung völlig isoliert; die einzigen Verbindungen zum Rest des Romans sind die geographische Einbindung von Kapellendorf als Filialgemeinde, die von Oberdorf und Eichenfeld aus bedient wird, ein kurzer Besuch von Ludwig Held und die Personen Wurzelsepp, Medizinalrat und König sowie die Anwesenheit der Protagonisten beim finalen Ball.

## Werk

### Fassungen
- Manuskript (verschollen)
- Erstsatz
- Fischer-Ausgabe
- Gesammelte Werke
- Historisch-kritische Ausgabe

### Erstausgabe
Die Erstausgabe erschien im Verlag H. G. Münchmeyer und umfasste 2.616 Seiten in 108 Lieferungen. Jeder Lieferung war eine Illustration beigegeben.

### Fischer-Ausgabe
Die von Paul Staberow bearbeitete Fassung erschien 1904 und umfasste vier Bände:
1. Die Murenleni
2. Der Wurz’nsepp
3. Der Geldprotz
4. Der Krikelanton

### Gesammelte Werke
1929/30 erschien die Bearbeitung des Romans bereits in der Zeitschrift Das Vaterhaus. Die Aufnahme in die Gesammelten Werke erfolgte jedoch erst ab 1958.
- Band 66 Der Peitschenmüller (1958)
- Band 67 Der Silberbauer (1959)
- Band 68 Der Wurzelsepp (1960)
- Band 73 Der Habicht (1967)
- Titelerzählung des Bandes 78 Das Rätsel von Miramare (1996)
- Titelerzählung des Bandes 90 Verschwörung in Wien (2014)

### Historisch-kritische Ausgabe
Die sechs Bände Der Weg zum Glück. Roman von Karl May erschienen 1999 bis 2000 im Bücherhaus Bargfeld als Bände II.26 bis II.31 im Rahmen der historisch-kritischen Ausgabe Karl Mays Werke. Herausgeber war Hermann Wiedenroth.
Der Text wurde durch einen editorischen Bericht über Herkunft und Entstehung ergänzt, der zu Prinzipien der Textgestaltung Auskunft gibt sowie ein Verzeichnis der Korrekturen enthält. Dieser Bericht findet sich im letzten Band.

## Sonstiges
Der pseudo-bayerische Dialekt ist frei erfunden und „a echt boarische Ohrwaschern“ könnte wohl tödlich beleidigt sein, wenn ihr dieser „Dialekt“ als bayerisch zugemutet werden würde. Und doch gelingt es Karl May, mit nur wenigen Mitteln tatsächlich Lokalkolorit zu erreichen – wenn man einmal von den üblen Wortmissbildungen absieht.

## Dramatisierungen
Es gibt eine Bühnenfassung von Johannes Reitmeier mit dem Titel Keryhof. Ein Bauerntheater nach Karl May (in echter oberbayerischer Mundart), die 1992 und 1993 auf Burg Leuchtenberg und 2004 noch einmal auf der Naturbühne Neuhaus gespielt wurde.
2012 gab es nochmals zwei Inszenierungen: zum einen auf Burg Lichtenegg, zum andern auf dem Jexhof.